# Carsten Wolf
Carsten Wolf (Potsdam, 26 augustus 1964) is een Duits voormalig professioneel wielrenner.

## Loopbaan
Wolf was zowel op de weg als op de baan actief. Hij reed twee seizoenen voor Team Deutsche Telekom en eerder voor SC Dynamo Berlin.
In 1982 werd Wolf wereldkampioen achtervolging bij de junioren en in 1989 wereldkampioen ploegenachtervolging bij de amateurs, samen met Thomas Liese, Guido Fulst en Steffen Blochwitz. Samen met Blochwitz, Dirk Meier en Roland Hennig was hij een jaar eerder op de Olympische Spelen van Seoel tweede geworden in dezelfde discipline. Vanaf 1994 begon Wolf zich te richten op de Zesdaagses, waarvan hij er vier wist te winnen.

## Belangrijkste overwinningen
1982
- Wereldkampioen achtervolging, Junioren

1983
- Proloog Olympia's Tour

1987
- 8e etappe Olympia's Tour
- 4e etappe Ronde van Luik

1988
- Ploegenachtervolging op de Olympische Spelen (met Steffen Blochwitz, Dirk Meier en Roland Hennig)
- 1e etappe Olympia's Tour
- 8e etappe Olympia's Tour

1989
- Wereldkampioen ploegenachtervolging, Amateurs (met Thomas Liese, Guido Fulst en Steffen Blochwitz)
- Duits kampioen puntenkoers, Amateurs
- Eindklassement Ronde van Nedersaksen
- 4e etappe Ronde van Luik

1991
- 7e etappe Ronde van Zweden

1994
- Zesdaagse van Keulen (met Urs Freuler)
- Zesdaage van Zürich (met Urs Freuler)

1997
- Zesdaagse van Bremen (met Andreas Kappes
- Zesdaagse van Stuttgart (met Andreas Kappes)

## Resultaten in voornaamste wedstrijden
| Jaar | Ronde van Italië | Ronde van Frankrijk | Ronde van Spanje |
| ---- | ---------------- | ------------------- | ---------------- |
| 1991 |                  |                     | opgave           |

| Jaar | Gent-Wevelgem |
| ---- | ------------- |
| 1991 | 134e          |